# 1e congresdistrict van Louisiana

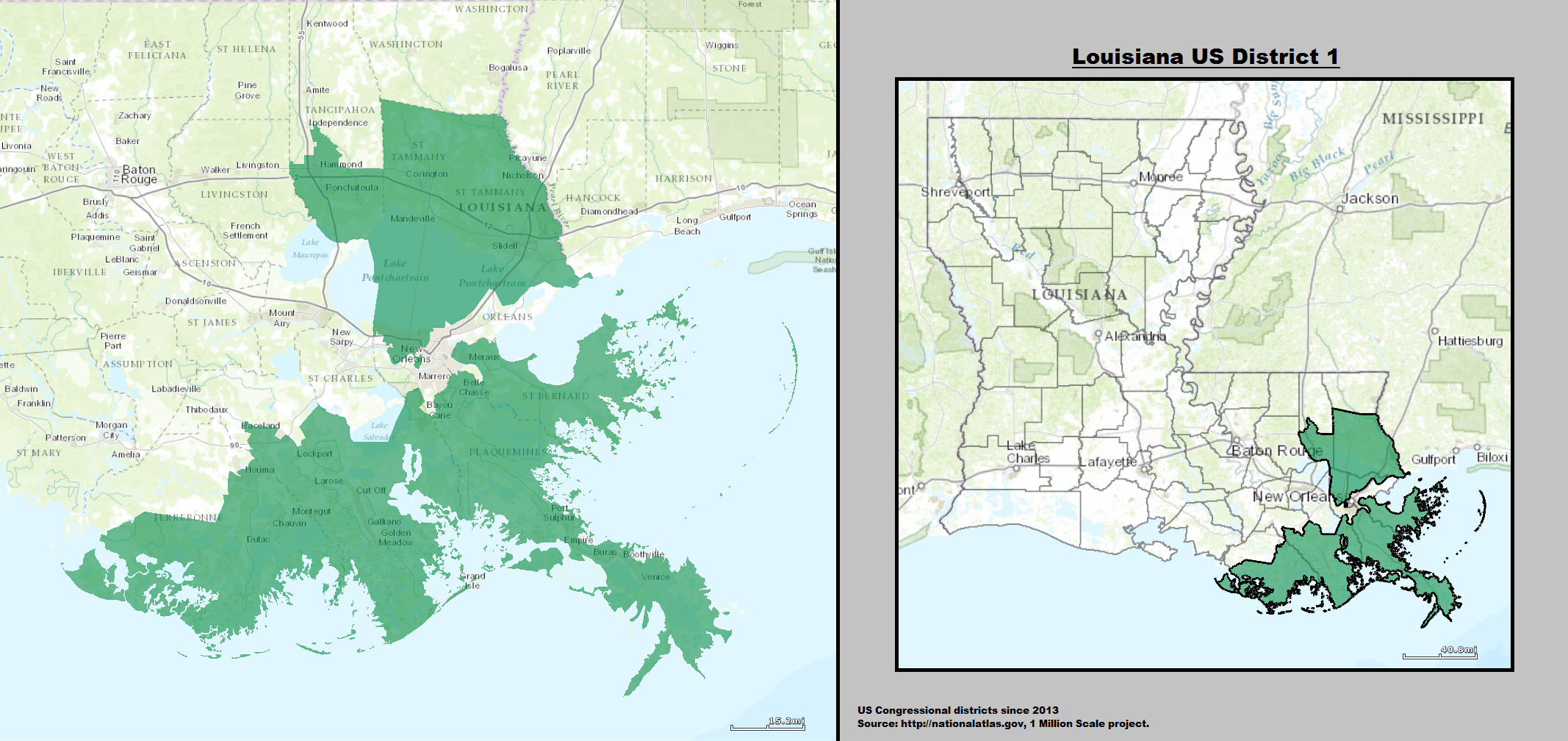
Locatie van het eerste congresdistrict in Louisiana.

Het 1e congresdistrict van Louisiana is een kiesdistrict voor het Amerikaanse Huis van Afgevaardigden. Het district bestaat uit land aan de noordkust van het Pontchartrainmeer, ten zuiden van de Mississippidelta. Momenteel is Republikein Steve Scalise de afgevaardigde voor het district. Scalise is tevens ook whip van de meerderheid van het Huis van Afgevaardigden.